# أوبرهافل
أوبرهافل هي منطقة في الجزء الشمالي من براندنبورغ، ألمانيا. مقر المقاطعة وعاصمتها هي مدينة أو بلدية أورانينبورغ.

## جغرافية
تقع المنطقة على المسار العلوي لنهر هافل من مصدره إلى ضواحي برلين. وتمتد أوبرهافل كدائرة قطاعية من الحدود الجنوبية لولاية مكلنبورغ فوربومرن إلى الحدود الشمالية لولاية برلين. أكثر من 50٪ من مساحة المنطقة هي مناظر طبيعية أو محميات طبيعية. يتميز الشمال بالعديد من البحيرات بما في ذلك بحيرة ستيتشلين، والتي تُعرف جيدًا برواية كتبها تيودور فونتانه تسمى Der Stechlin. كما تحتوي المنطقة على مناظر طبيعية تاريخية.

## التاريخ
تم إنشاء المقاطعة في 6 ديسمبر 1993 من خلال دمج مقاطعتي جرانسي وأورانينبرج القديمة.

## الشعار
| الشعار | الشعار يظهر النسر كرمز براندنبورغ في الجزء العلوي. في النصف السفلي طيور البجع على خلفية خضراء تمثل الطبيعة مع العديد من البحيرات. الشعار كان بشكل غير رسمي يستخدمه مقدمة منطقة أورانينبورغ قبل الدمج، ولكن لم يكن رسميا. منحت إلى منطقة أوبرهافل في 18 مايو 1994. |

## الديموغرافيا
- تطور السكان منذ عام 1875 ضمن الحدود الحالية (الخط الأزرق: السكان؛ الخط المنقط: مقارنة بالتنمية السكانية في ولاية براندنبورغ؛ الخلفية الرمادية: وقت الحكم النازي؛ الخلفية الحمراء: وقت الحكم الشيوعي)
- أحدث التطورات والإسقاطات السكانية (التنمية السكانية قبل التعداد 2011 (الخط الأزرق)؛ التطور السكاني الأخير وفقًا للتعداد السكاني في ألمانيا  [لغات أخرى]‏ عام 2011 (الخط الأزرق الحدودي)؛ التوقعات الرسمية للفترة 2005-2030 (الخط الأصفر)؛ للفترة 2014-2030 (الأحمر الخط)؛ للفترة 2017-2030 (الخط القرمزي)

## الرياضة
المنطقة موطن لثلاثة أندية في اتحاد الرجبي. كان أحد أنديتها من أنجح نوادي الرجبي في ألمانيا الشرقية، حيث فاز بـ 27 بطولة وطنية من 1952 إلى 1990.

## أعلام أوبرهافل
- جوستاف باور، سياسي ألماني ولد في 6 يناير 1870 في أوزايورسك (كالينينغراد أوبلاست) وتوفي في برلين في 16 سبتمبر 1944 ودُفن في أوبرهافل.

## روابط خارجية
- الموقع الرسمي (الألمانية)